# NGC 5154
NGC 5154 est une galaxie spirale située dans la constellation des Chiens de chasse. Sa vitesse par rapport au fond diffus cosmologique est de 5 766 ± 16 km/s, ce qui correspond à une distance de Hubble de 85,1 ± 6,0 Mpc (∼278 millions d'al). NGC 5154 a été découverte par l'astronome germano-britannique William Herschel en 1785.

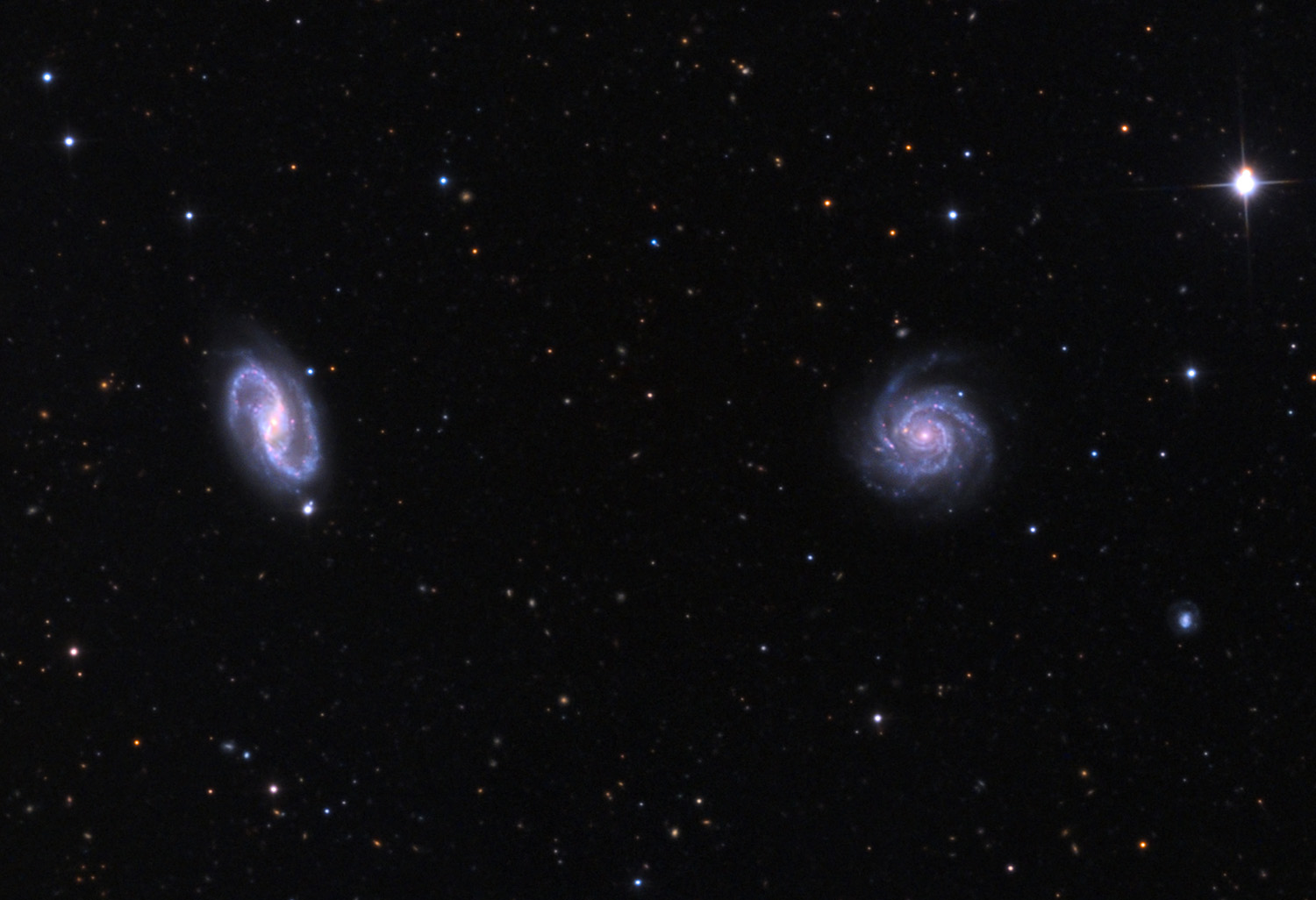
NGC 5149 (à gauche) et NGC 5154 par Adam Block (Observatoire du mont Lemmon/Université de l'Arizona).

La classe de luminosité de NGC 5154 est III-IV et elle présente une large raie HI.
En raison d'une brillance de surface égale à 14,36 mag/am2, on peut qualifier NGC 5154 de galaxie à faible brillance de surface (LSB en anglais pour low surface brightness). Les galaxies LSB sont des galaxies diffuses (D) avec une brillance de surface inférieure de moins d'une magnitude à celle du ciel nocturne ambiant.